# Otto Seeger
Otto Seeger (* 18. Juli 1900 in Woltersdorf, Kreis Jerichow I, Provinz Sachsen; † 24. Dezember 1976 in Brandenburg (Havel)-Plaue) war ein deutscher Politiker (KPD/SED), Gewerkschafter sowie Widerstandskämpfer gegen das NS-Regime.

## Leben
Seeger, Sohn eines Schiffbauers, war das älteste von vier Kindern. Da der Verdienst des Vaters nicht ausreichte, musste Seeger die Volksschule in Weseram bereits 1910 vorzeitig verlassen, um die Familie durch Arbeit finanziell zu unterstützen. Seeger verrichtete zunächst ungelernte Arbeit als Rohrleger in der staatlichen Pulverfabrik in Kirchmöser. Von 1915 bis Anfang 1918 absolvierte er eine Lehre zum Installateur.
Noch kurz vor seinem 18. Geburtstag musste Seeger eine militärische Ausbildung durchlaufen und wurde in den letzten Monaten des Ersten Weltkriegs als Rekrut in Belgien eingesetzt. Unmittelbar nach seiner Rückkehr aus Belgien im Februar 1919 schloss sich Seeger in Plaue (Havel) der USPD an, Ende 1920 trat er mit deren linken Flügel zur KPD über. Zunächst war Seeger als Kassierer in der Partei tätig, ab 1922 leitete er die KPD-Ortsgruppe.
Von 1922 bis 1930 wirkte Seeger im Deutschen Eisenbahner-Verband (DEV)/Einheitsverband der Eisenbahner Deutschlands (EdED). Er war Mitglied der Ortsverwaltung Kirchmöser und Delegierter verschiedener Gewerkschaftskongresse des Allgemeinen Deutschen Gewerkschaftsbundes (ADGB) in Brandenburg. 1924 wurde er auch Mitglied des Verbandes der proletarischen Freidenker. Seeger war darüber hinaus auch als Sportwart im Plauer Arbeitersportverein tätig. Von 1925 bis zu seiner Entlassung 1932 arbeitete er im Reichsbahnausbesserungswerk Brandenburg-West, wo er auch Mitglied des Betriebsrates für den EdED war. Zugleich leitete er die dortige KPD-Betriebszelle und gab in dieser Funktion eine eigene Betriebszeitung heraus. Ab 1928 engagierte sich Seeger für die Revolutionäre Gewerkschafts-Opposition (RGO), für die er ein Betriebsratsmandat errang und mehrere Funktionen übernahm. Von 1929 bis 1933 war Seeger Stadtverordneter in Brandenburg (Havel), Abgeordneter des Kreistages Oberbarnim bzw. des Provinziallandtages Brandenburg. Von 1932 bis 1933 war er Sekretär des KPD-Unterbezirks Brandenburg (Havel).
Nach der „Machtergreifung“ der Nationalsozialisten setzte Seeger seine Tätigkeit für die KPD illegal fort. Er stand an der Spitze der Parteiorganisation für den Raum Brandenburg (Havel), Belzig und Rathenow. Er half, Zusammenkünfte zu organisieren, Flugblätter sowie die Rote BZ, die Ortszeitung der KPD Brandenburg, zu drucken und zu verteilen. Am 9. Mai 1933 wurde Seeger in Brandenburg verhaftet und am 20. Juni ins KZ Oranienburg verbracht. Im August 1933 wurde er ins Gerichtsgefängnis Oranienburg und anschließend in die Untersuchungshaftanstalt Berlin-Moabit überführt. Das Berliner Kammergericht verurteilte ihn wegen „Vorbereitung zum Hochverrat“ zu einem Jahr und neun Monaten Haft, die er im Zuchthaus Tegel und im Emslandlager Oberlangen an der Ems verbüßen musste. Nach seiner Entlassung im Mai 1935 arbeitete er als Schlosser und Autoschweißer in den Opelwerken Brandenburg, das später für die Produktion der kriegswichtigen Lastkraftwagen verantwortlich war. Seeger war dort erneut im Widerstand aktiv. Am 22. August 1944 wurde er im Zusammenhang mit der Aktion Gewitter erneut verhaftet. Er wurde im Außenlager des KZ Sachsenhausen in Berlin-Haselhorst inhaftiert und musste für das Siemens Kabelwerk arbeiten.
Nach Kriegsende 1945 trat Seeger dem FDGB bei, 1946 der SED. Er war zunächst Stadtrat in Plaue (Havel) und von 1945 bis 1947 Vorsitzender des KPD bzw. SED-Kreisvorstandes Westhavelland in Rathenow. Von 1947 bis 1948 war er Organisations-Instrukteur im SED-Landesvorstand Brandenburg.
1948/1949 fungierte er als Hauptabteilungsleiter bzw. Organisationssekretär im FDGB-Landesvorstand Brandenburg. Von 1949 bis 1951 war er Vorsitzender des Landesverbandes der IG Eisenbahn Brandenburg bzw. Groß-Berlin. Anschließend war er von März 1951 bis 1955 Vorsitzender des Zentralvorstandes der IG Eisenbahn, dann von 1955 bis 1959 stellvertretender Vorsitzender. Seeger vertrat bis zu seinem Ausscheiden aus der Leitung die IG Eisenbahn im Administrationskomitee der Internationalen Vereinigung der Transportarbeiter des Weltgewerkschaftsbundes. Seeger gehörte dem FDGB-Bundesvorstandes an und war zeitweise Mitglied seines Präsidiums sowie von 1959 bis 1963 stellvertretender Vorsitzender, bis 1968 Mitglied der Zentralen Revisionskommission des FDGB.

## Auszeichnungen
- Vaterländischer Verdienstorden in Bronze (1957)[2] und in Silber (1960)[3]
- Fritz-Heckert-Medaille in Gold.